# Melanoplus huroni
Melanoplus huroni är en insektsart som beskrevs av Willis Blatchley 1898. Melanoplus huroni ingår i släktet Melanoplus och familjen gräshoppor. Inga underarter finns listade i Catalogue of Life.